# Мухамедьяров, Гариф Закирович
Гариф (Мухамет-Гариф) Закирович Мухамедьяров (1891—?) — деятель башкирского национального движения за автономию Башкурдистана. Член Башкирского военного совета (1918).

## Биография
Мухамедьяров Гариф (Мухамет-Гариф) Закирович родился в 1891 году в селе Кунакбаево Челябинского уезда Оренбургской губернии (ныне Кунашакский район Челябинской области). Окончил четырёхклассное городское училище в городе Челябинске.
После начала Первой мировой войны призван в армию, где дослужился до звания прапорщика.
После революции 1917 года вернулся на родину и присоединился к башкирскому национальному движению за автономию Башкурдистана. Согласно поручению III Всебашкирского учредительного съезда занимался формированием местных органов власти республики. Однако из-за влияния большевиков, 27—30 января 1918 года на I кантонном съезде вместо кантональной управы в Аргаяшском кантоне был образован большевистский исполнительный комитет, в состав которой кроме большевиков, вошли представители автономии Гариф Мухамедьяров, Нуриагзам Тагиров и Габдулхай Иркабаев, проводившие политику Правительства Башкурдистана. 25 апреля 1918 года на II кантонном съезде между большевиками и автономистами возникло противоречие в земельном вопросе, Гариф Мухамедьяров и другие выступили против выделения башкирских земель переселенцам из городов Челябинска и Кыштыма. Из-за этого они были обвинены в контрреволюционной деятельности и арестованы Челябинской чрезвычайной комиссией. Мухамедьяров и другие арестованные были освобождены после выступления Чехословацкого корпуса.
Летом 1918 года вместе с другими деятелями национального движения в городе Челябинске принимает участие в установлении контактов с представителями антибольшевистских сил и в организации Башкирского национального совета при Комитете народной власти. В июне 1918 года избран членом Башкирского военного совета, принимает участие в формировании военных частей Башкирского войска. С июля 1918 года служит старшим адъютантом председателя Башкирского военного совета А. А. Валидова.
В августе 1918 года Башкирским военным советом был направлен в Аргаяшский кантон. Командование Сибирской армии обвинил Мухамедьярова в связях с большевиками и арестовал его, а после разоружил Аргаяшский добровольческий отряд. 11 августа штаб Уральского корпуса в Башкирский военный совет направил запрос о том что «…состоит ли в Военном совете Тагиров, Мухамедьяров, Магасумов, Хакимов и были они в большевистском совете?». По требованию председателя Башкирского военного совета, Мухамедьяров и другие арестованные были освобождены. 25 августа Гариф Мухамедьяров был назначен начальником Аргаяшского добровольческого отряда, численность которого составляла 200 человек. Был произведен в подпоручики.
В ноябре 1918 года отозван в Оренбург, где служил во 2-м Башкирском кавалерийском полку имени Идельбаева. В декабре 1918 года данный полк входит в состав оперативной группы «Башкирские силы Стерлитамакского фронта». С января 1919 года — командир эскадрона. За отличие в бою с красными у деревни Нукаево, ему присвоили звание поручика.
21 февраля 1919 года принимал участие на 1-м Всебашкирском военном съезде, где был избран кандидатом в члены Временного военно-революционного комитета Башкирской Республики. С марта 1919 года служит секретарём комиссара по военным делам Башкирской АССР А. А. Валидова.
В марте 1920 года назначен помощником военного комиссара Аргаяшского кантона, затем назначен комиссаром продовольствия Аргаяшского кантревкома. После выхода декрета ВЦИК и СНК РСФСР «О государственном устройстве Автономной Советской Башкирской Республики», Мухамедьяров вместе с другими деятелями национального движения в знак протеста против политики большевиков покинул свой пост и выехал в Среднюю Азию. А. А. Валидов отправил Мухамедьярова с поручением в Стерлитамак, об этом он пишет в своих воспоминаниях таким образом: «Я решил взять с собой лишь некоторые свои труды и записи. Остальные же вещив том числе книги и архив Башкирской республики я вручил своему адъютанту Гарифу Мухамедьярову, обязав доставить их в Стерлитамак в распоряжение правительства и сдать в организуемый Центральный музей и библиотеку. Гариф был посвящен во все мои планы».
1920-е годы работал в Аргаяшском кантоне, а в 1927—1928 годах являлся председателем Аргаяшского кантисполкома. В 1929 году был исключён из ВКП(б). Его дальнейшая судьба неизвестна. По предположению А. Ш. Ярмуллина Мухамедьяров был репрессирован в конце 1930-х годов.